# Petit Garçon blond à la chemise ouverte
Petit Garçon blond à la chemise ouverte est un tableau réalisé par le peintre français Jean-Baptiste Greuze vers 1760. Cette huile sur toile est le portrait en buste d'un petit garçon dont la chemise est entrouverte. L'œuvre fait partie depuis 1928 des collections du musée Cognacq-Jay, à Paris. L'établissement détient également une autre peinture de l'artiste fort similaire, Petit Garçon au gilet rouge.

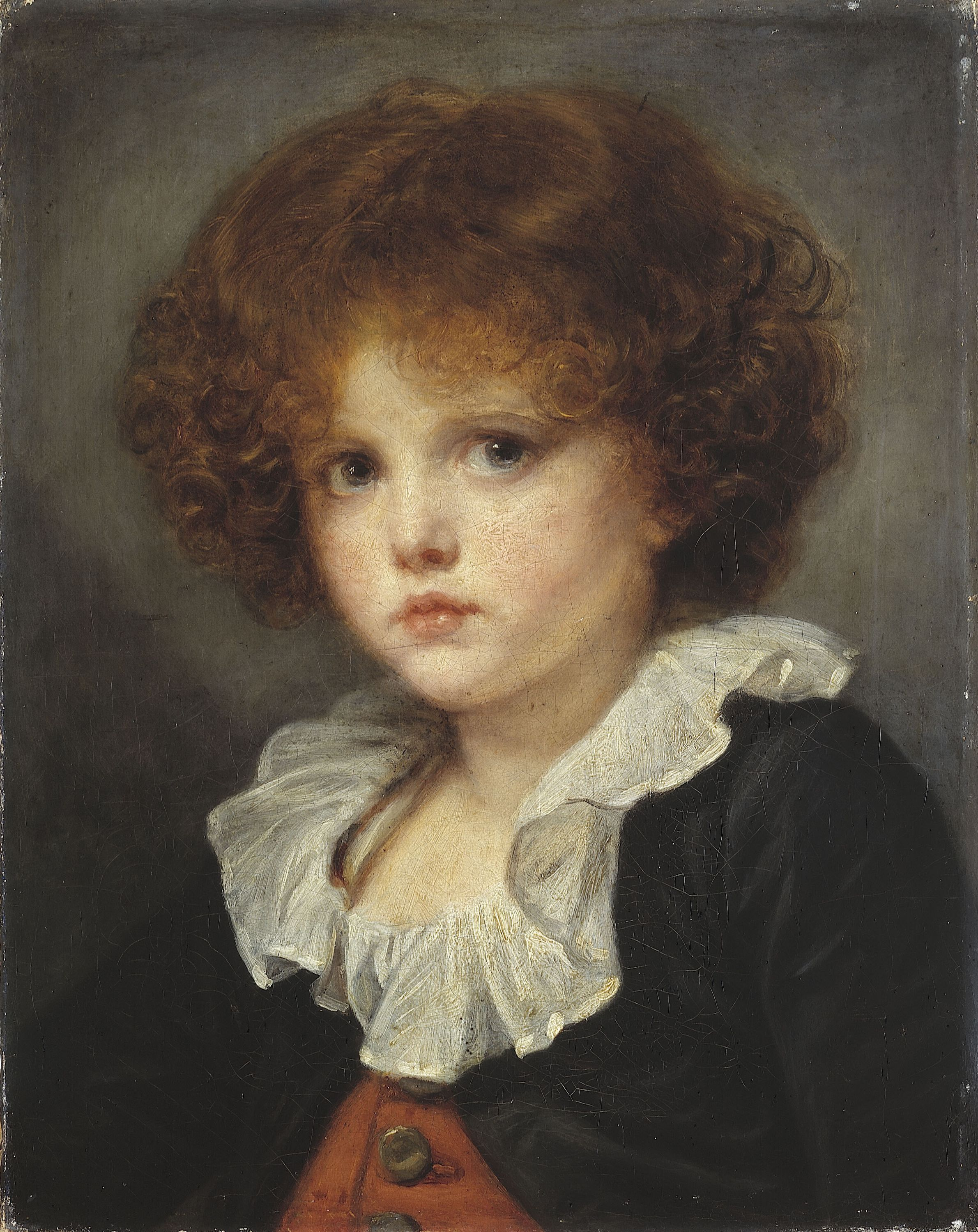
Petit Garçon au gilet rouge, vers 1775.